# Shire of Merredin
Shire of Merredin is een lokaal bestuursgebied (LGA) in de regio Wheatbelt in West-Australië. Shire of Merredin telde in 2021 3.119 inwoners. De hoofdplaats is Merredin.

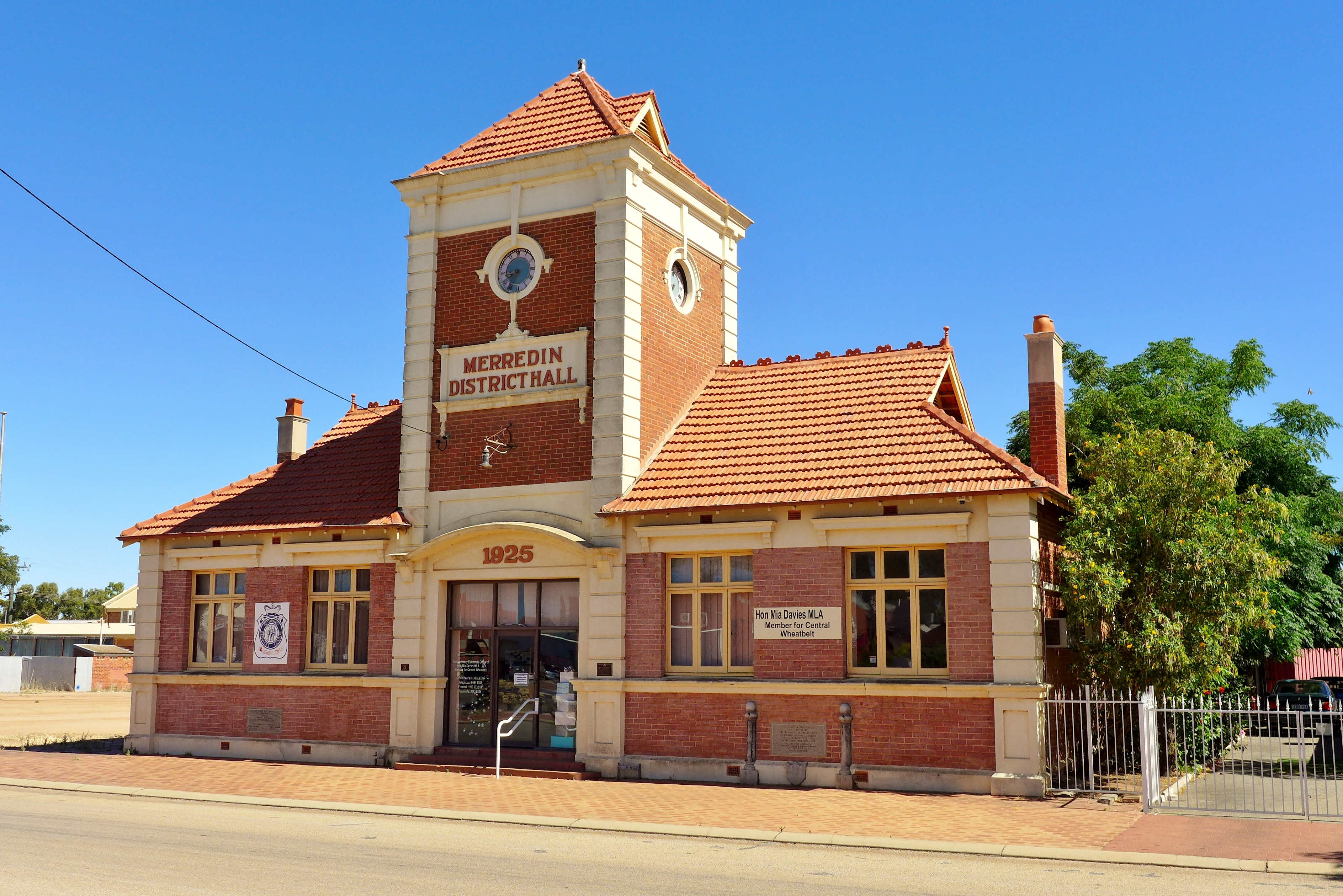
districtskantoor

## Geschiedenis
Op 30 juni 1911 werd het Merredin Road District opgericht. Ten gevolgde de 'Local Government Act' van 1960 veranderde het district van naam en werd op 23 juni 1961 de Shire of Merredin.

## Beschrijving
Shire of Merredin is een landbouwdistrict in de regio Wheatbelt. Het is 3.299 km² groot en ligt ongeveer 250 kilometer ten oosten van de West-Australische hoofdstad Perth. Shire of Merredin telde 3.119 inwoners in 2021. De hoofdplaats is Merredin. Daar vindt men het districtskantoor, een bibliotheek, een olympisch zwembad, het 'Central Wheatbelt Visitors Centre' en een gemeenschapscentrum.

## Plaatsen, dorpen en lokaliteiten
- Booraan
- Burracoppin
- Hines Hill
- Merredin
- Muntadgin
- Goomarin
- Korbel
- Nangeenan
- Nokanning
- Norpa
- Nukarni
- South Burracoppin
- Tandegin[4]

## Bevolkingsevolutie
| Jaar | Bevolkingsaantal |
| ---- | ---------------- |
| 1921 | 2.799            |
| 1933 | 3.445            |
| 1947 | 3.023            |
| 1954 | 3.797            |
| 1961 | 4.563            |
| 1966 | 5.297            |
| 1971 | 4.693            |
| 1976 | 4.730            |
| 1981 | 4.525            |
| 1986 | 4.177            |
| 1991 | 3.802            |
| 1996 | 3.634            |
| 2001 | 3.595            |
| 2006 | 3.245            |
| 2011 | 3.282            |
| 2016 | 3.350            |
| 2021 | 3.119            |